# Antonín Kotáb
Antonín Kotáb (20. května 1919 Dlažov – 28. října 1985 Klatovy) byl český a československý politik Československé strany lidové a poúnorový poslanec Národního shromáždění ČSR.

## Biografie
Po absolvování měšťanky v Nýrsku začal hospodařit na rodinném statku, který v roce 1942 převzal. Od 1950 byl členem JZD Dlažov, v letech 1950-1962 byl předsedou JZD a v letech 1962-1978 působil jako ošetřovatel dojnic. Od 1945 byl členem ČSL, v letech 1978-1980 okresním tajemníkem ČSL v Klatovech. Působil především na regionální úrovni (roku 1952 členem ONV Domažlice, roku 1954 člen KNV Plzeň, roku 1962 tajemník MNV Dlažov).
Ve volbách roku 1954 byl zvolen za ČSL poslancem ve volebním obvodu Plzeň. V Národním shromáždění zasedal až do konce jeho funkčního období, tedy do voleb v roce 1960. K roku 1954 se profesně uvádí jako člen KNV a člen JZD v obci Dlažov.